# Eetu Muinonen
Eetu Muinonen (Mikkeli, 5 de abril de 1986) é um futebolista finlandês.